# Michael Sandstød
Michael Sandstød est un coureur cycliste danois né le 23 juin 1968 à Copenhague.

## Biographie
Ce rouleur passe professionnel en 1993. Sa première victoire sur route est une étape du Tour du Danemark en 1996. Il a auparavant obtenu d'excellents résultats sur piste, notamment une deuxième place à la course aux points aux Mondiaux de 1996, et une médaille de bronze en poursuite par équipes aux Jeux olympiques de 1992.
Sextuple champion du Danemark du contre-la-montre, il réalise un doublé en 2000 en remportant l'épreuve en ligne et l'épreuve chronométrée des championnats nationaux. Il est membre de l'équipe Home-Jack & Jones, qui devient CSC, de 1999 à 2004, année où il prit sa retraite sportive. Durant cette période, il remporte les Quatre Jours de Dunkerque grâce à sa victoire lors de l'étape chronométrée. Il participe à deux reprises au Tour de France. Échappé lors de la 5e étape du Tour 2002, il prend la deuxième place, battu au sprint par Jaan Kirsipuu.

## Palmarès et résultats

### Palmarès sur route
- 1996
  - 1re étape du Tour du Danemark
  - Fyen Rundt
- 1997
  -  Champion du Danemark du contre-la-montre
- 1998
  -  Champion du Danemark du contre-la-montre
  - 2e du Circuit des mines
  - 3e du championnat du Danemark sur route
  - 8e du championnat du monde du contre-la-montre
- 1999
  -  Champion du Danemark du contre-la-montre
  - Quatre Jours de Dunkerque :
    - Classement général
    - 5e étape (contre-la-montre)

  - Grand Prix Midtbank
- 2000
  -  Champion du Danemark du contre-la-montre
  - Grand Prix Midtbank
  - Tour de l'Oise
    - Classement général
    - 2e et 3eb (contre-la-montre) étapes

  - 2e de la First Union Invitational
- 2001
  - CSC Classic
- 2002
  -  Champion du Danemark sur route
  -  Champion du Danemark du contre-la-montre
  - Tour de Picardie :
    - Classement général
    - 1re étape
- 2004
  -  Champion du Danemark du contre-la-montre

### Résultats sur les grands tours

#### Tour de France
2 participations
- 2000 : abandon (14e étape)
- 2002 : abandon (11e étape)

#### Tour d'Espagne
1 participation
- 2003 : 152e

## Palmarès sur piste

### Jeux olympiques
- Barcelone 1992
  -  Médaillé de bronze de la poursuite par équipes

### Championnats du monde
- Manchester 1996
  -  Médaillé d'argent de la course aux points

### Coupe du monde
- 1995
  - 3e de la poursuite par équipes à Athènes
- 1997
  - 1er de la course aux points à Athènes
  - 2e de la poursuite par équipes à Athènes
  - 3e de la course aux points à Trexlertown
  - 3e de la poursuite individuelle à Athènes
- 1998
  - 1er de la course aux points à Berlin
  - 1er de la course aux points à Hyères
  - 2e de la poursuite individuelle à Victoria
  - 3e de la poursuite par équipes à Victoria

### Championnats des Pays nordiques
- Champion des Pays nordiques de poursuite par équipes en 1993, 1996 et 1997

### Championnats du Danemark
- Champion du Danemark de poursuite par équipes amateurs en 1991, 1992 et 1993
- Champion du Danemark de poursuite individuelle en 1996, 1997, 1998 et 1999
- Champion du Danemark de poursuite par équipes en 1995, 1996, 1997 et 1999
- Champion du Danemark de course aux points en 1996, 1997 et 1999
- Champion du Danemark de l'américaine en 1997 (avec Jacob Piil) et 1999 (avec Jimmi Madsen)